# SYR1: Anagrama
SYR1: Anagrama är en EP av Sonic Youth. SYR1: Anagrama var den första i serien av mest instrumentala och experimentala utgåvor på det egna skivbolaget SYR. Albumet är på franska och släpptes den 10 juni 1997.

## Låtlista
1. Anagrama
2. Improvisation Ajoutée
3. Tremens
4. Mieux: De Corrosion